# Rafael Candel i Vila
Rafael Candel i Vila (Pamplona, 14 d'agost de 1903 - Madrid, 9 de febrer de 1976) va ser un geoquímic i professor d'educació secundària i professor universitari navarrès.
Fill del català Rafael Candel Peiró, metge i farmacèutic militar, i d'Artemina Vila Ramón, els seus primers anys segueixen el canvi de residència que afecta el seu pare cada cop que ascendeix de grau a l'escalafó militar. Realitza els primers estudis a Pamplona, i després el batxillerat a l'Institut General i Tècnic de Màlaga, on el 1918, amb catorze anys, s'examina i aprova el batxillerat, amb la qualificació d'excel·lent. El mateix any 1918 es matricula a la Universitat de Madrid per fer la llicenciatura de farmàcia i al mateix temps la de ciències, secció naturals. A partir d'aquest curs, la seva vocació naturalista s'imposa definitivament i ja no reprendrà els estudis de farmàcia fins al curs 1926-1927, moment en què ja és doctor en ciències. El 1922 es llicencia amb ciències naturals a la Universitat de Madrid amb dinou anys, i obté el premi extraordinari de llicenciatura. El 1921 publica a la revista «Ibérica» de Tortosa els seus primers tres treballs. El curs 1922-1923 és nomenat ajudant de classes pràctiques de les càtedres de cristal·lografia i mineralogia de la Universitat de Madrid, càrrec que exerceix fins al 1927-1928. Durant aquest període realitza els treballs que finalment el portaren a l'obtenció del grau de doctor, el 30 de setembre de 1926, a la mateixa Universitat de Madrid. També fou col·laborador a la Junta per a l'Ampliació d'Estudis.
L'any 1928 guanya les oposicions a la càtedra d'institut, i és nomenat catedràtic numerari d'història natural, fisiologia i higiene, biologia i geologia de l'Institut General i Tècnic de Melilla. Des d'aquest càrrec pren contacte amb l'ambient i la situació del Protectorat i l'Institut Xerifia de Rabat li encarrega diversos treballs científics. Els seus treballs entre 1929 i 1933 es publiquen tant al Boletin de la Real Sociedad Espanola de Historia Natural com al Bulletin de la Societe des Sciences Naturelles du Maroc. Durant aquests anys reprèn els estudis de farmàcia, i obté la llicenciatura a la Universitat de Granada l'any 1931. Intenta d'obtenir el grau de doctor i aprova les assignatures del doctorat. Durant aquest període exerceix els càrrecs de professor d'història natural i agricultura i és nomenat vocal naturalista de la Junta de Pesca de Melilla. També és nomenat corresponsal del Museu de Ciències Naturals. Actua com a secretari de la Secció de Ciencies Naturals del Congrés de Coimbra de les Associacions Espanyola i Portuguesa per al Progrés de la Ciència el 1925, de la Secció de Volcanisme en el Congrés de l'Associació Francesa per al Progrés de les Ciències celebrat a Alger l'any 1930 com a representant de diferents centres científics espanyols.
L'any 1931 torna a Catalunya i és nomenat per la Generalitat Republicana professor a l'Institut Escola de la Generalitat, que acabava de formar-se, i més endavant, exerceix també com a professor a l'Institut Ausiàs Marc, de Barcelona, i com a vocal de la Junta de Ciències Naturals i secretari de la Institució Catalana d'Història Natural, de Barcelona.
Acabada la guerra civil espanyola, ha de separar-se de la seva família i exiliar-se a França a conseqüència del seu compromís amb Catalunya. Es trasllada a Tolosa de Llenguadoc, on és acollit al laboratori de mineralogia pels professors A. Duffour i L. Capdecomme. En unes condicions econòmiques i familiars difícils, inicia els estudis per a obtenir el diploma d'estudis superiors de física, un títol que obté el 1940. Col·labora amb el CNRS francès i passa a treballar a la Universitat de Bordeus. El 1942 obté el títol d'enginyer geòleg de l'Escola Superior del Petroli i dels Combustibles Líquids de la Universitat d'Estrasburg, replegada llavors a Tolosa de Llenguadoc a causa de la guerra. Ja a partir del 1944 treballa al laboratori de mineralogia de la Universitat de Tolosa de Llenguadoc i publica diversos articles de mineralogia regional.
Malgrat la seva posició destacada al CNRS a Tolosa de Llenguadoc l'any 1948, Candel i Vila té l'oportunitat de tornar a Catalunya i no dubta en traslladar-s'hi. Treballa a l'Editorial Labor per guanyar el mínim per a viure i al laboratori de cristal·lografia i mineralogia de la Universitat de Barcelona, on reprén els seus treballs. També col·labora amb l'Institut d'Estudis Catalans que li atorga el premi Enric de Larratea l'any 1950 pels seus treballs. Des de Tortosa aconsegueix el trasllat a l'institut Copem de l'Hospitalet de Llobregat, i finalment torna a la càtedra de l'Institut Milà i Fontanals. També fou catedràtic de cristal·lografia i mineralogia a la Universitat de Salamanca i a la Universitat de La Laguna, i de geoquímica a la Universitat de Barcelona. L'any 1973 es jubila i dedica tota la seva atenció als treballs científics que fins al darrer moment continuava realitzant. L'any 1974 fou nomenat president de la Institució Catalana d'Història Natural, càrrec que ocupava quan li arribà la mort.